# 三菱重工マラソン部
三菱重工マラソン部（みつびしじゅうこうマラソンぶ）は、長崎県長崎市に本拠地を置く三菱重工業の陸上競技部である。

## 歴史
1982年、三菱重工長崎マラソン部として設立。
2014年、三菱重工と日立製作所の火力発電事業を統合した三菱日立パワーシステムズが設立されると、チームは同社に移管され三菱日立パワーシステムズ長崎マラソン部に改称、MHPSマラソン部の略称も用いた。
2019年元日の全日本実業団対抗駅伝競走大会で準優勝、さらに同年のマラソングランドチャンピオンシップには井上大仁ら3人を輩出した。
2020年、MHPSが日立との合弁解消により三菱パワーに社名変更されるタイミングで「三菱重工グローバル・グループ本社広報部企業スポーツ推進センター」に移管され、以降は三菱重工マラソン部として活動している。名称から「長崎」の文言は消滅したが、創部以来より引き続き長崎県を拠点としている。

## 主な選手
- 黒木純（監督）
- 松村康平（コーチ）
- 木滑良（コーチ）
- 的野遼大（主将）
- 定方俊樹（副主将）
- 井上大仁
- 岩田勇治
- エノック・オムワンバ
- 山下一貴